# C++
C++ – język programowania ogólnego przeznaczenia, zaprojektowany przez Bjarne'a Stroustrupa jako rozszerzenie języka C o obiektowe mechanizmy abstrakcji danych i silną statyczną kontrolę typów. Zachowanie zgodności z językiem C na poziomie kodu źródłowego pozostaje jednym z podstawowych celów projektowych kolejnych standardów języka.
Umożliwia abstrakcję danych oraz stosowanie kilku paradygmatów programowania: proceduralnego, obiektowego i generycznego, a także funkcyjnego i modularnego. Charakteryzuje się wysoką wydajnością kodu wynikowego, bezpośrednim dostępem do zasobów sprzętowych i funkcji systemowych, łatwością tworzenia i korzystania z bibliotek (napisanych w C++, C lub innych językach), niezależnością od konkretnej platformy sprzętowej lub systemowej (co gwarantuje wysoką przenośność kodów źródłowych) oraz niewielkim środowiskiem uruchomieniowym. Podstawowym obszarem jego zastosowań są aplikacje i systemy operacyjne.
W latach 90. XX wieku język C++ zdobył pozycję jednego z najpopularniejszych języków programowania ogólnego przeznaczenia. Według ankiety z 2015 roku liczba programistów C++ wynosi około 4,4 miliona.

## Cechy standardów
Projekt języka C++ usiłuje zachować możliwie jak największą zgodność (na poziomie kodu źródłowego) z językiem C. Zgodność pomiędzy obydwoma językami nie zawsze była całkowita, ale jak dotąd ewentualne różnice były w praktyce nieistotne. Większym problemem związanym ze zgodnością była niekompatybilność kompilatorów języka C++ w zakresie obsługiwanej składni – przez wiele lat programy napisane pod jednym nie działały pod innym. Biblioteki C++ związane z interfejsami systemów nie są przenośne poza ich obręb, co wynika z faktu, że takie interfejsy są specyficzne dla danego systemu i nie dotyczy to wyłącznie C++.
Większość użytecznych programów w C++ wymaga stosowania bibliotek niestandardowych. Są one łatwo dostępne w Sieci zarówno jako produkty własnościowe, jak i jako FLOSS. Programy napisane w C++ mogą korzystać również z zasobów bibliotek języka C.
Język C++ jest standaryzowany przez ISO. Pierwszą wersję, C++98, opublikowano w 1998 jako ISO/IEC 14882:1998. Następnie kilkukrotnie standard aktualizowano: C++03, C++11 (opracowany już w 2009 jako C++0x, jednak opublikowany dopiero w 2011), C++14 oraz C++17. Ostatnia, najnowsza z wersji standardu, nazywana C++20, opublikowana została w grudniu 2020 jako ISO/IEC 14882:2020.
| Rok  | Standard C++       | Nazwa nieoficjalna |
| ---- | ------------------ | ------------------ |
| 1998 | ISO/IEC 14882:1998 | C++98              |
| 2003 | ISO/IEC 14882:2003 | C++03              |
| 2011 | ISO/IEC 14882:2011 | C++11, C++0x       |
| 2014 | ISO/IEC 14882:2014 | C++14, C++1y       |
| 2017 | ISO/IEC 14882:2017 | C++17, C++1z       |
| 2020 | ISO/IEC 14882:2020 | C++20, C++2a       |
| 2024 | ISO/IEC 14882:2024 | C++23, C++2b       |

Język C++ nie jest własnością żadnej osoby, instytucji czy korporacji.

## Właściwości języka
- Język C++ jest językiem wieloparadygmatowym[19]. Oznacza to, że można w nim stosować jednocześnie różne style programowania, w tym programowanie proceduralne, obiektowe, generyczne, jak również programować na poziomie asemblera.
- Język C++ zakłada statyczną kontrolę typów; posiada też elementy dynamicznej kontroli typów.
- Język C++ umożliwia bezpośrednie zarządzanie wolną pamięcią.
- Projekt języka zakłada, że żadna nowa (względem języka C) cecha języka C++ nie może mieć negatywnego wpływu na szybkość działania programu lub zapotrzebowanie na pamięć operacyjną. Dzięki temu dobrze napisany program w C++ jest z reguły co najmniej równie szybki, jak jego odpowiednik napisany w C; co więcej, dzięki możliwości zastosowania algorytmów generycznych w wielu przypadkach C++ jest wyraźnie szybszy od C (np. podczas sortowania)[20].
- Język C++ ze względu na bardzo rozbudowaną składnię oraz surowe wymogi w zakresie wydajności kodu stanowi duże wyzwanie dla twórców kompilatorów[20].
- Do dziś (2024)[doprecyzuj!] żaden popularny kompilator nie jest w pełni zgodny z obowiązującym standardem języka, aczkolwiek ewentualne niezgodności dotyczą już tylko drugorzędnych cech języka (np. implementacji słowa kluczowego export)[21][22].

## Historia

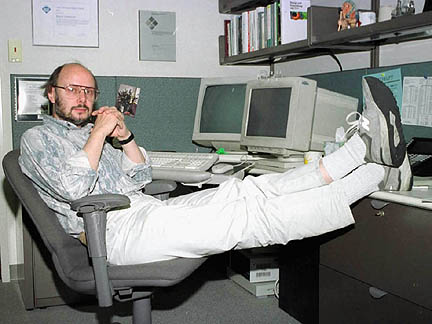
Bjarne Stroustrup, twórca języka C++, w swoim biurze AT&T New Jersey (ok. 2000 r.)

Język C++ został stworzony w latach osiemdziesiątych XX wieku (pierwsza wersja pojawiła się w 1979 r.) przez Bjarne'a Stroustrupa jako obiektowe rozszerzenie języka C. Poza językiem C na kształt języka C++ miały wpływ takie języki, jak Simula (z której zaczerpnął właściwości obiektowe) oraz Algol, Ada, ML i CLU.
Początkowo język C++ był dostępny w takim standardzie, w jakim opracowano ostatnią wersję kompilatora Cfront (tłumaczący C++ na C), później opublikowano pierwszy nieformalny standard zwany ARM (Annotated Reference Manual), który sporządzili Bjarne Stroustrup i Margaret Ellis. Standard języka C++ powstał w 1998 roku (ISO/IEC 14882:1998 „Information Technology – Programming Languages – C++”). Standard ten zerwał częściowo wsteczną zgodność z ARM w swojej bibliotece standardowej; jedyne, co pozostało w stanie w miarę nienaruszonym to biblioteka iostream.
Początkowo najważniejszą zmianą wprowadzoną w C++ w stosunku do C było programowanie obiektowe, później jednak zaimplementowano wiele innych ulepszeń, mających uczynić ten język wygodniejszym i bardziej elastycznym od swojego pierwowzoru. Niektóre zmiany w standardzie języka C były zainspirowane językiem C++ (np. słowo inline w C99).
Nazwa języka została zaproponowana przez Ricka Mascittiego w 1983 roku, kiedy to po raz pierwszy użyto tego języka poza laboratorium naukowym. Odzwierciedla ona fakt, że język ten jest rozszerzeniem języka C. Wcześniej używano nazwy „C z klasami”. Nazwa języka C++ nawiązuje do faktu bycia „następcą języka C”, przez użycie w niej operatora inkrementacji „++”. Inkrementacja to zwiększenie liczby o 1, w języku C++ do jej wykonania wykorzystywany jest ww. operator; dla przykładu:
zapis:
```
i
 
=
 
i
 
+
 
1
;
 
// Zmiennej "i" przypisuje jej aktualną wartość, powiększoną o 1.

```

... jest równoważny
```
++
i
;
 
// Również powiększa wartość zmiennej "i" o 1.

// Uwaga! instrukcja i++ także zwiększa wartość zmiennej, po jej użyciu.

```

Nazwa C++ jest więc symbolicznym stwierdzeniem, iż jest to język C, unowocześniony, o większych możliwościach.
Pierwsze kompilatory języka C++, podobnie jak Cfront, były wyłącznie translatorami na język C. Kompilatory takie dostępne są i dziś. Jednym z nich jest Comeau C++ – jeden z niewielu kompilatorów oferujących pełne wsparcie dla standardu języka. Pierwszym kompilatorem natywnym (produkującym od razu kod asemblerowy) dla języka C++ był g++ z pakietu GCC, pierwszym autorem którego był Michael Tiemann, założyciel Cygnus Solutions.

## Przykładowy program
Poniżej zamieszczono program wyprowadzający na standardowy strumień wyjścia napis „Hello world” (w wersji przedstawianej na stronie internetowej Bjarne'a Stroustrupa):
```
#include
 
<iostream>

int
 
main
()

{

    
std
::
cout
 
<<
 
"Hello, world!"
 
<<
 
std
::
endl
;

}

// zauważmy, że "return 0;" nie jest wymagane w ISO C++

```

## Nowe cechy języka C++ względem języka ANSI C z 1989 roku
Uwaga: niektóre z poniższych elementów trafiły do standardu języka C z 1999 roku (tzw. C99).
- Możliwość programowania obiektowego:
  - Mechanizmy hermetyzacji:
    - funkcje składowe
    - sekcje prywatne, chronione i publiczne
    - zaprzyjaźnianie funkcji i klas

  - Klasy, jako rozszerzenie struktury o funkcje składowe, enkapsulację, dziedziczenie i polimorfizm
  - Obiekty, będące instancjami klas
  - Dziedziczenie (w tym dziedziczenie wielobazowe)
  - Metody wirtualne dostarczające polimorfizm
  - Konstruktory (służące również do niejawnej konwersji; później dodano również możliwość zakazania niejawnej konwersji przez konstruktor za pomocą explicit)
  - Destruktory, czyli funkcja wywoływana niejawnie przed (ściśle ustalonym) usunięciem obiektu
  - Operatory new i delete
  - Dynamiczna kontrola typów (RTTI), czyli dynamiczne (sprawdzane w czasie wykonywania) rzutowanie pomiędzy typami spokrewnionych klas, oraz określanie typu w czasie wykonywania (operatory dynamic_cast i typeid)
  - Słowo kluczowe this (wskaźnik na obiekt, w kontekście którego wywoływana jest metoda)
  - Wskaźniki do składowych (pól i metod)
  - Metody i pola statyczne
- Udogodnienia związane z programowaniem generycznym:
  - Szablony (wzorce) klas i funkcji
  - Włączenie do biblioteki standardowej generycznej biblioteki STL
- Obsługa wyjątków:
  - Deklaracja wychwytywania wyjątków: try ... catch
  - Deklaracja wywoływania wyjątku: throw
  - Deklaracja ograniczania wyjątków: throw(...) (określanie, jakie wyjątki mogą być propagowane z danej funkcji/metody)
- Zmiany natury ogólnej:
  - Przestrzenie nazw i operator zasięgu::
  - Traktowanie definicji zmiennych i obiektów jak zwykłych instrukcji
  - Dynamiczna inicjalizacja zmiennych globalnych i lokalnych zmiennych statycznych (tzn. mogą być inicjalizowane wartością funkcji)
  - Możliwość uzyskania dostępu do przesłoniętej zmiennej globalnej za pomocą operatora::
  - Referencje
  - Słowa kluczowe const, volatile (również C99) i mutable (usuwanie modyfikatora const z podanego pola, jeśli taki został nadany całemu obiektowi)
  - Przeciążanie funkcji
  - Przeciążanie operatorów
  - Funkcje rozwijalne (inline) (również C99)
  - Nowy typ logiczny bool i stałe true i false (również C99, z tym że w C++ są to słowa kluczowe)
  - „Szeroki” typ znakowy, wchar_t (również C99) wraz ze wszystkimi zależnościami (np. klasy strumieniowe, w tym wiostream, oraz dodatkowe pliki nagłówkowe, np. wstring)
  - Operatory precyzyjnego rzutowania: dynamic_cast (rzutowanie tylko pomiędzy typami, z uwzględnieniem hierarchii klas), reinterpret_cast (rzutowanie wymuszone tylko pomiędzy typami) i const_cast (rzutowanie zmieniające modyfikatory typu const i volatile)